# Río Canumã
El río Canumã-Sucunduri es un río amazónico brasileño, un afluente del curso bajo del río Madeira, que discurre íntegramente por el estado de Amazonas. Tiene una longitud total de 900 km.

## Geografía
En el curso alto, el río Canumã es conocido como río Sucunduri. El río nace en la frontera meridional del estado de Amazonas, casi en el límite con el estado de Mato Grosso, cerca de la localidad de Jacaretinga. Discurre en dirección sur, en un curso paralelo al del río Juruena, en una zona accidentada con zonas de rápidos y cascadas, como las corredeiras (cascadas) de Cotovelo, Upui, Air, Fura Braço y Tucuriba, o las cachoeiras (zonas de rápidos y cascadas) de Bonnet, Pura y Moura. Atraviesa en este curso alto las localidades de Terra Preta, Bom Lugar, Vila Porto Franco, Tucumã, Tucuriba, Vila Meriti y Ariranha. Sus principales afluentes en este tramo son el río Urucu, en la parte alta, y el río Camaiu, que discurre paralelo al río Canumã.  
Aguas más abajo, ya en la parte baja, recibe por la izquierda el río Acarí, un largo afluente también casi paralelo de más de 400 km, y a partir de ahí toma el nombre de río Canumã. En este tramo el río se ensancha mucho y atraviesa el territorio indígena de Coatá Laranjal. Un brazo de este río forma el río Paraná-Urariá, que corre casi paralelo al río Amazonas durante unos 400 km, dejando entre ambos la isla Tupinambarana, una isla de 11.850 km² (la 66.º del mundo por tamaño), formada por llanuras aluviales y recorrida por pequeños ríos y lagos. Los principales afluentes de este tramo del Paraná-Urariá son los ríos Abacaxis (610 km), Maués-Açu (370 km), Andira y Mamurú.